# Nasar Albarjan
Nasar Albarjan (armenisch Նազար Ալբարյան; * 4. Mai 1943 in Parpi, Armenische SSR; † März 2021) war ein sowjetischer Ringer.

## Biografie
Nasar Albarjan belegte bei den Olympischen Sommerspielen 1968 im Fliegengewicht des Freistilringens den vierten Platz. Damit war er der erste armenische Freistilringer bei Olympischen Spielen. Ebenfalls Vierter wurde Albarjan bei den Weltmeisterschaften ein Jahr zuvor.